# Heloniopsis orientalis
Heloniopsis orientalis là một loài thực vật có hoa trong họ Melanthiaceae. Loài này được (Thunb.) Tanaka miêu tả khoa học đầu tiên năm 1925.